# Neuma composto
I neumi di base utilizzati nel canto gregoriano possono essere completati da piccoli gruppi di prefissi o suffissi, oppure dalla composizione di più neumi.

## Serie di Punctum e Tractulus
Nella notazione corsiva, i gruppi di base possono essere preceduti o seguiti da una serie di due o tre punctum o tractulus.
- Il punctum ha un valore leggero, neutro. Le note corrispondenti si fondano in un movimento collettivo che può dunque essere rapido.
- Al contrario, il tractulus ha un valore sillabico pieno (è la versione episemata del punctum), e ogni nota del movimento deve essere cantata nella sua individualità, quindi più lentamente.

Le serie sono solitamente omogenee, ma talvolta si incontrano delle combinazioni miste dove il tractulus segna la fine di un inciso (spesso episemato in certi manoscritti).
Queste serie di note leggere si trovano di solito dopo il neuma, è più raro trovare una o più note di preparazione (sempre ascendenti).
- Praepunctis indica l'addizione di puncta prima del neuma. Quindi uno scandicus **/ si può analizzare come una virga praepunctis ** + /. Questi neumi vengono qualificati come praepunctum quando sono preceduti da una sola nota, praebipunctis o praetripunctis  se sono preceduti da due o tre note.
- Subpunctis il caso più frequente è quello dove un neuma è seguito da una o due note di legatura verso il basso. Vengono allora qualificati come subpunctis, che solitamente corrisponde al caso di subbipunctis, seguito da due note (Quando ce ne sono tre o più normalmente lo si precisa). Un climacus /** lo si può analizzare come una virga subpunctis.
- Compunctis  indica l'addizione di puncta nello stesso tempo prima e dopo il neuma.